# Jana Nejedly
Jana Nejedly (ur. 9 czerwca 1974 w Pradze), kanadyjska tenisistka pochodzenia czeskiego.
W 1992 roku wygrała swój pierwszy turniej w karierze, w miejscowości Toluca, w Meksyku, niewielki turniej rangi ITF. Następny sukces odniosła dopiero cztery lata później, ponownie w Meksyku, tym razem w Puerto Vallarta. W sumie w rozgrywkach rangi ITF wygrała osiem razy w grze singlowej. W rozgrywkach WTA nie odniosła znaczących sukcesów, a jednym z większych osiągnięć było pokonanie w 1998 roku zawodniczki nr 28 na świecie, Chandy Rubin w pierwszej rundzie wielkoszlemowego Australian Open.
W 2001 roku zdobyła tytuł najlepszej kanadyjskiej tenisistki roku.

## Wygrane turnieje singlowe
|    | Data       | Turniej         | Kat. | ($)    | Naw.   | Finalistka            | Wynik         |
| 1. | 31/08/1992 | Toluca          | ITF  | 10 000 | twarda | Nora Kovarcikova      | 6:4, 6:4      |
| 2. | 06/10/1996 | Puerto Vallarta | ITF  | 25 000 | twarda | Maria Alejandra Vento | 7:6, 6:4      |
| 3. | 29/06/1997 | Greenwood       | ITF  | 10 000 | twarda | Holly Parkinson       | 7:5, 6:3      |
| 4. | 27/09/1998 | Seattle         | ITF  | 50 000 | twarda | Lilia Osterloh        | 6:1, 6:3      |
| 5. | 11/07/1999 | Edmonton        | ITF  | 25 000 | twarda | Renata Kolbovic       | 2:6, 6:3, 6:3 |
| 6. | 12/01/2003 | Tallahassee     | ITF  | 10 000 | twarda | Melanie Marois        | 6:4, 6:0      |
| 7. | 23/03/2003 | Redding         | ITF  | 25 000 | twarda | Zheng Jie             | 7:5, 7:6      |
| 8. | 30/03/2003 | Atlanta         | ITF  | 25 000 | twarda | Jennifer Hopkins      | 6:2, 7:5      |